# Campionati italiani assoluti di atletica leggera indoor 2010
I XLI Campionati italiani assoluti di atletica leggera indoor si sono tenuti al Palaindoor di Ancona dal 27 al 28 febbraio 2010.

## Risultati

### Uomini
| Specialità                                                                              | Oro                                                                                                  | Prestazione | Argento                                                                                | Prestazione | Bronzo                                                                             | Prestazione |
| Corse                                                                                   | |             |                                                                                        |             |                                                                                    |             |
| 60 m                                                                                    | Jacques Riparelli Centro Sportivo Aeronautica Militare                                               | 6"73        | Giovanni Tomasicchio Atletica Riccardi                                                 | 6"76        | Massimiliano Dentali Atletica Riccardi                                             | 6"81        |
| 400 m                                                                                   | Domenico Fontana Gruppo Sportivo Fiamme Oro                                                          | 47"70       | Isalbet Juarez Gruppo Sportivo Fiamme Oro                                              | 48"12       | Marco Perrone Atletica Vomano                                                      | 48"69       |
| 800 m                                                                                   | Giordano Benedetti Gruppi Sportivi Fiamme Gialle                                                     | 1'48"65     | Lukas Rifesser Centro Sportivo Esercito                                                | 1'49"96     | Mohamed Moro La Fratellanza 1874                                                   | 1'51"09     |
| 1500 m                                                                                  | Mario Scapini Pro Patria Milano                                                                      | 3'45"38     | Stefano La Rosa Centro Sportivo Carabinieri                                            | 3'46"02     | Gilio Iannone Centro Sportivo Esercito                                             | 3'47"73     |
| 3000 m                                                                                  | Christian Obrist Centro Sportivo Carabinieri                                                         | 8'09"76     | Stefano La Rosa Centro Sportivo Carabinieri                                            | 8'09"81     | Simone Gariboldi Gruppo Sportivo Fiamme Oro                                        | 8'11"63     |
| 60 m hs                                                                                 | John Mark Nalocca Centro Sportivo Carabinieri                                                        | 7"93        | Giorgio Berdini Centro Sportivo Aeronautica Militare                                   | 8"03        | Andrea Alterio Gruppi Sportivi Fiamme Gialle                                       | 8"03        |
| Marcia 5000 m                                                                           | Alex Schwazer Centro Sportivo Carabinieri                                                            | 18'46"49    | Jean-Jacques Nkouloukidi Gruppi Sportivi Fiamme Gialle                                 | 19'11"13    | Daniele Paris Centro Sportivo Aeronautica Militare                                 | 20'02"53    |
| Staffetta 4×1 giro                                                                      | Centro Sportivo Aeronautica Militare Alessandro Berdini Enrico Minetto Davide Manenti Marco Moraglio | 1'26"96     | Atletica Firenze Marathon Gaetano Barone Arcangelo Morizio Fabio Fedele Samuele Mattei | 1'29"01     | Atletica Cento Torri Pavia Diego Zuodar Dorino Sirtoli Roberto Severi Walter Monti | 1'30"24     |
| Concorsi                                                                                | |             |                                                                                        |             |                                                                                    |             |
| Salto in alto                                                                           | Giulio Ciotti Gruppo Sportivo Fiamme Azzurre                                                         | 2,24 m      | Andrea Bettinelli Gruppi Sportivi Fiamme Gialle                                        | 2,24 m      | Alessandro Talotti Centro Sportivo Carabinieri                                     | 2,21 m      |
| Salto con l'asta                                                                        | Giorgio Piantella Centro Sportivo Carabinieri                                                        | 5,40 m      | Marco Boni Centro Sportivo Aeronautica Militare                                        | 5,30 m      | Matteo Rubbiani Centro Sportivo Aeronautica Militare                               | 5,25 m      |
| Salto in lungo                                                                          | Stefano Tremigliozzi Centro Sportivo Aeronautica Militare                                            | 7,65 m      | Emanuele Formichetti Stato Maggiore Esercito DAR                                       | 7,63 m      | Michele Boni Centro Sportivo Aeronautica Militare                                  | 7,62 m      |
| Salto triplo                                                                            | Fabrizio Donato Gruppi Sportivi Fiamme Gialle                                                        | 17,39 m     | Fabrizio Schembri Centro Sportivo Carabinieri                                          | 16,55 m     | Daniele Greco Gruppo Sportivo Fiamme Oro                                           | 16,15 m     |
| Getto del peso                                                                          | Marco Di Maggio Centro Sportivo Aeronautica Militare                                                 | 18,47 m     | Daniele Secci Gruppi Sportivi Fiamme Gialle                                            | 18,38 m     | Paolo Dal Soglio Centro Sportivo Carabinieri                                       | 18,06 m     |
| record dei campionati; record nazionale; record personale; record personale stagionale. | |             |                                                                                        |             |                                                                                    |             |

### Donne
| Specialità                                                                              | Oro                                                                                            | Prestazione | Argento                                                                              | Prestazione | Bronzo                                                                            | Prestazione |
| Corse                                                                                   |                                                                                                |             |                                                                                      |             |                                                                                   |             |
| 60 m                                                                                    | Maria Aurora Salvagno Centro Sportivo Aeronautica Militare                                     | 7"37        | Ilenia Draisci Centro Sportivo Esercito                                              | 7"44        | Audrey Alloh Gruppo Sportivo Fiamme Azzurre                                       | 7"46        |
| 400 m                                                                                   | Marta Milani Centro Sportivo Esercito                                                          | 53"54       | Chiara Bazzoni Centro Sportivo Esercito                                              | 54"07       | Maria Enrica Spacca Gruppo Sportivo Forestale                                     | 54"26       |
| 800 m                                                                                   | Elisa Cusma Centro Sportivo Esercito                                                           | 2'06"60     | Elisabetta Artuso Gruppo Sportivo Forestale                                          | 2'06"98     | Lorenza Canali Gruppo Sportivo Fiamme Azzurre                                     | 2'08"49     |
| 1500 m                                                                                  | Elisa Cusma Centro Sportivo Esercito                                                           | 4'19"45     | Valentina Costanza Centro Sportivo Esercito                                          | 4'20"22     | Michela Zanatta Atletica ASI Veneto                                               | 4'21"15     |
| 3000 m                                                                                  | Federica Dal Rì Centro Sportivo Esercito                                                       | 9'05"87     | Agnes Tschurtschenthaler Gruppo Sportivo Forestale                                   | 9'07"39     | Valentina Costanza Centro Sportivo Esercito                                       | 9'13"96     |
| 60 m hs                                                                                 | Marzia Caravelli CUS Cagliari                                                                  | 8"26        | Elisa Bettini Gruppo Sportivo Fiamme Azzurre                                         | 8"36        | Francesca Doveri Centro Sportivo Esercito                                         | 8"38        |
| Marcia 3000 m                                                                           | Sibilla Di Vincenzo Assindustria Sport Padova                                                  | 12'42"15    | Eleonora Anna Giorgi Atletica Lecco Colombo Costruzioni                              | 12'55"86    | Agnese Ragonesi Nuova Atletica Fanfulla Lodigiana                                 | 13'06"22    |
| Staffetta 4×1 giro                                                                      | Gruppo Sportivo Forestale Flavia Arcioni Maria Enrica Spacca Martina Giovanetti Giulia Arcioni | 1'38"28     | Italgest Athletic Club Laura Gamba Martina Fugazza Michela D'Angelo Eleonora Sirtoli | 1'40"80     | Pro Sesto Atletica Giorgia Candiani Chiara Colombo Francesca Maino Chiara Varisco | 1'41"36     |
| Concorsi                                                                                |                                                                                                |             |                                                                                      |             |                                                                                   |             |
| Salto in alto                                                                           | Raffaella Lamera Centro Sportivo Esercito                                                      | 1,90 m      | Elena Vallortigara Assindustria Sport Padova                                         | 1,86 m      | Daniela Galeotti Gruppo Sportivo Forestale                                        | 1,83 m      |
| Salto con l'asta                                                                        | Elena Scarpellini Centro Sportivo Aeronautica Militare                                         | 4,30 m      | Giorgia Benecchi CUS Parma                                                           | 4,30 m      | Giulia Cargnelli Gruppo Sportivo Forestale                                        | 4,10 m      |
| Salto in lungo                                                                          | Serena Amato Centro Sportivo Esercito                                                          | 6,03 m      | Elisa Zanei Gruppo Sportivo Valsugana Trentino                                       | 6,01 m      | Elisa Trevisan Gruppo Sportivo Fiamme Azzurre                                     | 5,98 m      |
| Salto triplo                                                                            | Magdelín Martínez Assindustria Sport Padova                                                    | 13,94 m     | Simona La Mantia Gruppi Sportivi Fiamme Gialle                                       | 13,82 m     | Elena Salvetti Nuova Atletica Fanfulla Lodigiana                                  | 12,93 m     |
| Getto del peso                                                                          | Julaika Nicoletti Fondiaria SAI Atletica                                                       | 16,35 m     | Elena Carini Centro Sportivo Esercito                                                | 14,09 m     | Mara Rosolen Gruppo Sportivo Fiamme Oro                                           | 13,94 m     |
| record dei campionati; record nazionale; record personale; record personale stagionale. |                                                                                                |             |                                                                                      |             |                                                                                   |             |